# Исполнители роли Гамлета

Гамлет — основное действующее лицо одноимённой трагедии Уильяма Шекспира. Значение этой роли В. Высоцкий выразил словами: «Это — высшая роль, о которой может думать актёр». Иногда эта роль исполнялась женщинами.

## На английской сцене

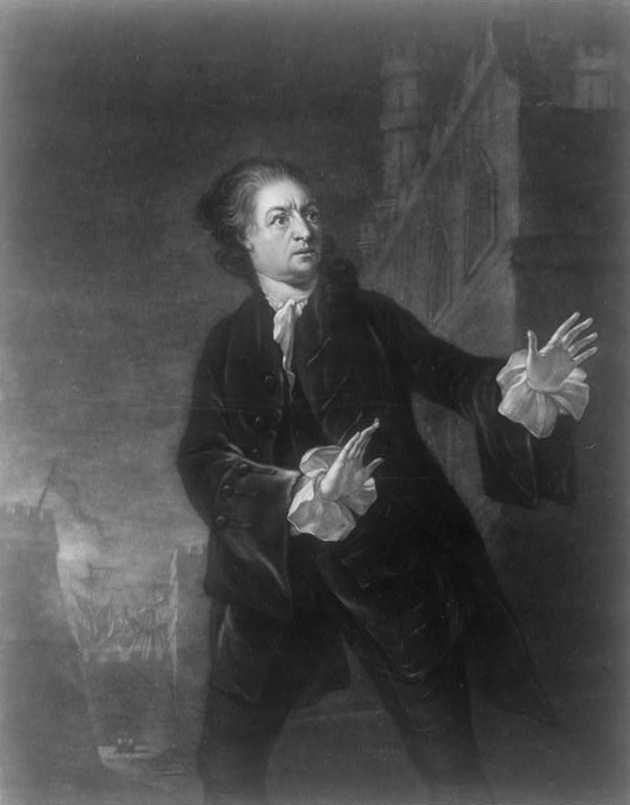
Дэвид Гаррик в роли Гамлета, XVIII в.

Исполнителем на первой постановке, которая состоялась предположительно в 1600—1601 году в лондонском театре «Глобус», был ближайший сотрудник Шекспира Ричард Бёрбедж, сам автор играл тень отца Гамлета. Трагедия и создавалась Шекспиром с ориентацией на этого актёра. Современники характеризуют Бёрбеджа как замечательного мастера перевоплощения, обладающего выразительной декламацией, тщательно разработанными мимикой и жестами.
До 1642 года пьеса ставились в традиции, принятой при жизни Шекспира. После прихода к власти пуританского правительства в течение 20 лет театр собственно в Лондоне был запрещён, что привело к некоторому упадку театрального искусства.
После возобновления постановок в Лондоне пьесы Шекспира ставились в переделанном виде, постановщики весьма вольно интерпретировали тему и даже изменяли основную фабулу трагедии. В XVII веке после Бёрбеджа известным исполнителем роли был Томас Беттертон, впервые исполнивший её в 1661 году в Лондоне в театре Линкольнс Инн Филдс, а последний раз — в 1709 году в театре Друри-Лейн. Пьесы Шекспира исполнялись тогда в классицистских переделках, пафосно-декламационная манера исполнения, свойственная французскому театру оказала своё влияние на этого актёра, но при исполнении шекспировских ролей он привносил в исполнение элементы реализма, стремясь к показу подлинных человеческих страстей.
В следующем, XVIII веке одним из основных событий в истории английского театра стало выступление в этой роли Дэвида Гаррика в театре Друри-Лейн 5 января 1743 года. Гаррик был сторонником просветительских идей, отвергая эстетику классицизма. Главным в спектакле должно быть нравственное начало. Чтобы донести идею до простого народа, герои должны жить и чувствовать на сцене, как обычные люди. Гаррик изображал Гамлета как человека творческого, богато одарённого и тонкими чувствами, и силой воли, и жизненной энергией. Начиная с Гаррика, на английскую сцену был возвращен подлинный шекспировский спектакль, однако и фабула спектакля всё-таки была скорректирована в финальной сцене, в соответствии с морализаторскими требованиями.
Значимым событием стало и выступление Джона Филиппа Кембла в 1783 году в театре «Ковент-Гарден». Это был артист классицистской манеры исполнения, мастер монолога. Его манеру характеризуют как риторическую и холодную.
В XIX веке наиболее яркими стали выступления в этой роли Эдмунда Кина 12 марта 1814 года в театре Друри-Лейн. Эдмунд Кин был выдающимся представителем эстетики романтизма в английском театре. Герой Кина был сильной личностью, для которой главное — борьба против господствующих устоев. Вместе с тем его герои не возвышались над зрителем, в них трагическое сочеталось с обыденным. В образе Гамлета главное борьба с лицемерием окружающего мира, в герое сочетаются острый ум и душевная мягкость, сознание невозможности изменить существующий порядок вещей придаёт оттенок пессимизма. Актёр был близок широким кругам публики, консервативная критика называла его «актёром толпы».
Генри Ирвинг исполнял роль Гамлета с 1864 года в Манчестерском театре, а 30 октября 1874 года в лондонском театре «Лицеум». Сыграв её более 200 раз, он стал одним из лучших актёров Англии. Ирвинг трактовал образ Гамлета в стилистике сентиментализма, мягким и добрым человеком, основным в роли была его несчастная любовь к Офелии,

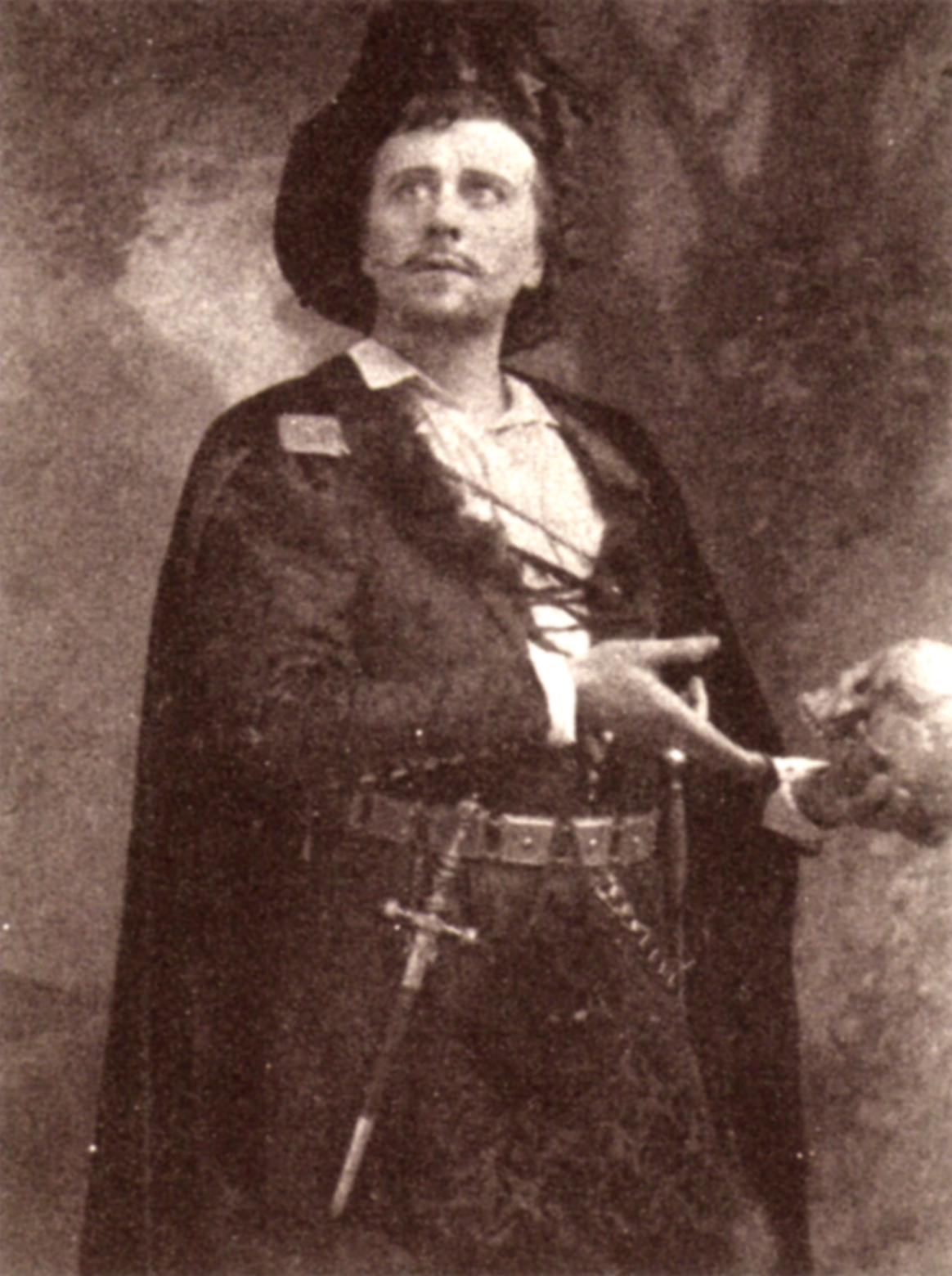
Бирбом Три в роли Гамлета

Среди других английских исполнителей роли Гамлета в XVIII—XIX и начале XX века отмечают актёров:
- Роберт Уилкс — актёр начала XVIII века, играл в «Друри-Лейн» и Дублинском театре
- Спрейнджер Барри — современник Гаррика, безуспешно пытался конкурировать
- Чарльз Майн Янг играл роль в дуэте с актрисой Мари Гловер, в роли Офелии. Эта актриса была одной из первых женщин исполнивших и роль Гамлета.
- Вильям Чарльз Макреди
- Чарльз Кин, сын Эдмунда Кина играл Гамлета в своём театре «Принцесс». Спектакли театра отличались большим вниманием к достоверности декораций и костюмов, массовостью сцен. Благодаря зрелищности спектакли пользовались определённой популярностью. В то же время Чарльз не обладал талантами своего отца.
- Самюэл Фелпс выступал в лондонском театре «Хеймаркет», позднее руководил театром «Сэдлерс-Уэллс». Его сценическая манера отличалась простотой и естественностью, мастерством перевоплощения. Спектакли его театра были противоположностью спектаклям Ч. Кина с их внешней эффектностью.
- Герберт Бирбом Три. Тяготение к внешним эффектам, зрелищности характеризуют постановки и актёрскую игру Г. Бирбом Три, в этом он следовал традиции заложенной Ч. Кином и Г. Ирвингом. В 1887—96 годах возглавлял театр «Хеймаркет», где поставил Гамлета (1892). В погоней за зрелищностью Бирбом Три исказил подлинный текст спектакля.
- Томас Уильям Робертсон.
- Фрэнк Роберт Бенсон исполнял роль Гамлета, а также поставил почти все пьесы В. Шекспира. В 1886—1919 годах его труппа выступала в Шекспировском мемориальном театре в Стратфорде-он-Эйвон. Бенсон был организатором ежегодных шекспировских фестивалей.

В середине XX века роль Гамлета на английской сцене исполняли
- Джон Гилгуд стал известным актёром после исполнения в 1929 году в театре «Олд Вик», затем он играл эту роль в 1934 году в лондонских театрах: «Нью тиэтр» (1934), «Куинс театре» (1937), «Лицеум» (1939), «Хеймаркет» (1944);
- Лоренс Оливье в 1937 году в постановке режиссёра Тирона Гатри. Оливье показывал Гамлета как цельного, целеустремлённого героя, действенного начало в котором преобладает над рефлексией.
- Джон Невилл
- Алек Гиннесс

## В США

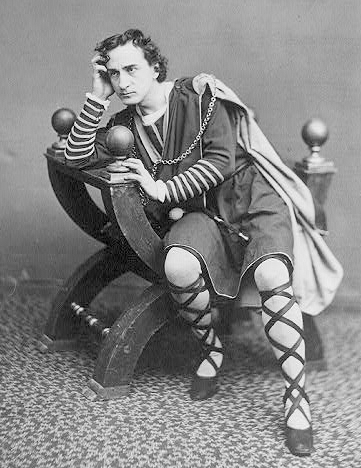
Эдвин Бут в роли Гамлета. 1870

На американской сцене роль Гамлета в начале XIX века исполнял Пейн, Джон Хоуард, переехавший затем в Англию. Значительным явлением было выступление в шекспировских ролях, в том числе и Гамлете негритянского актёра Айры Олдриджа. Вынужденный по расовым причинам уехать из Америки, он много гастролировал по Европе, в том числе и в России. На американской сцене роль Гамлета играли и актёры семьи Бут: отец Джуниус Брутус Бут, переехавший в США из Англии, не обладал привлекательными внешними данными и добивался успеха мастерством, его сын Эдвин Томас был наиболее известным исполнителем ведущих ролей в пьесах Шекспира в Америке, другой сын Джон Уилкс также играл ведущие роли в шекспировских пьесах в Балтиморском театре, но более известен как убийца Авраама Линкольна.

## На немецкой сцене

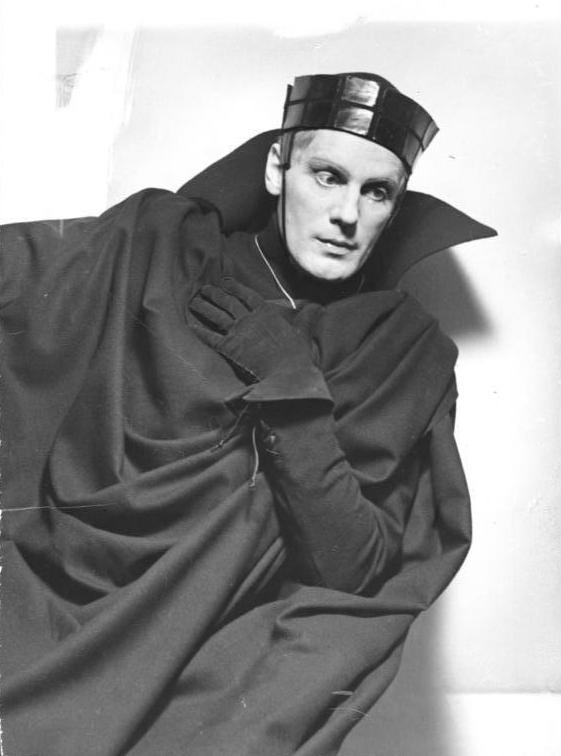
Густаф Грюндгенс в роли Гамлета

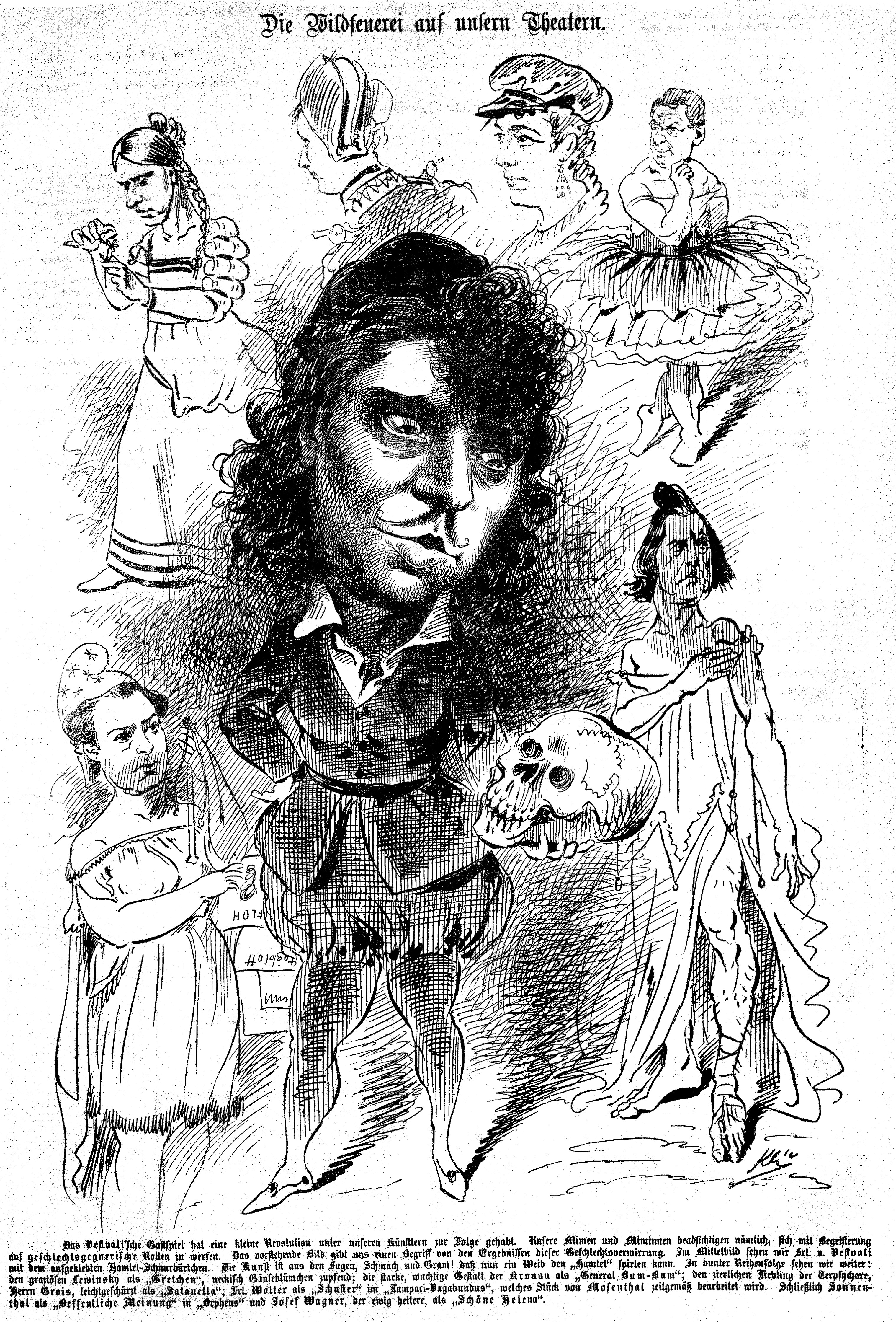
Федицита Вестфали в роли Гамлета. Карикатура Карла Клича

Первые постановки «Гамлета» на немецкой сцене были на английском языке. Они ставились гастролирующими английскими труппами, обычно как весьма далекие от оригинала переделки.
Первое представление «Гамлета» на немецком языке состоялось 16 января 1773 года в Венском придворном театре. Это была переделка Хёйфельда, в роли Гамлета в ней выступил Ланге. 20 сентября 1776 года в Гамбургском, а в январе следующего года в Ганноверском театрах была поставлена переделка Ф. Л. Шредера с И. Брокманом в главной роли. 17 декабря 1777 года спектакль в той же обработке и с тем же Брокманом в главной роли был поставлен в Берлине в Дёббелин театр. Первое представление Гамлета в переводе А. Шлегеля состоялось 15 октября 1799 года в берлинском Придворном театре. В роли Гамлета выступил Бешорт. В конце XVIII, в XIX и начале XX веков на немецкой и австрийской сценах роль Гамлета играли: Абт, Карл Фридрих, Ф. Л. Шредер, Кох, Аншюц, Вольф, Карл и Эмиль Девриент. Дависон, Лёве, Йозеф Кайнц, Поссарт, Людвиг Барнай, Йозеф Левинский, Зонненталь, Фридрих Миттервурцер, Адальберт Матковский, Александр Моисси, Густаф Грюндгенс.
На немецкой сцене в роли Гамлета выступали актрисы Фелицита Абт в Готе и Феличита Вестфали. Выступление Ф. Абт в роли Гамлета было успешным, отмечают её тонкую игру. Феличита Вестфали гастролировала по всей Европе, эпатируя публику она выступая в мужских ролях: Гамлета, Ромео, Петруччио и других. О её выступлении в России говорит эпиграмма, написанная в 1850 году Петром Каратыгиным (братом знаменитого «Гамлета» русской сцены актёра Василия Каратыгина),
 «Скажите нам, мамзель Вестфали,

Зачем вы „Гамлета“ играли?

Ведь эта штука не легка:

В мужском костюме нам вы только показали

Вестфальские окорока,

А принца датского мы вовсе не видали!».

## На французской сцене

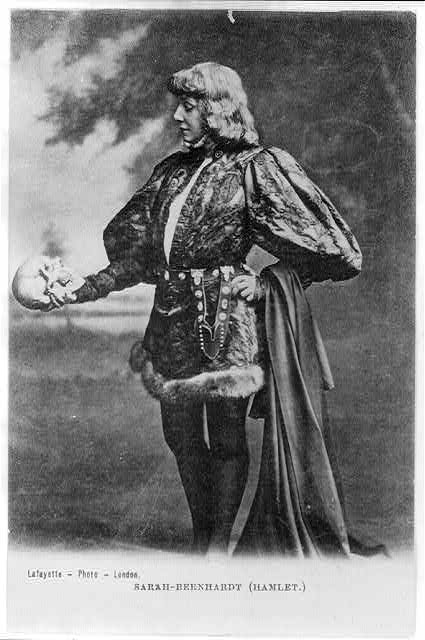
Сара Бернар в роли Гамлета

Французская сцена долгое время не принимала Шекспира, так как его стилистика не соответствовала господствующим принципам классицизма. Первая постановка Гамлета на французском языке состоялась в 1769 году в парижском театре «Комеди Франсез» по искажённой переделке Дюси. В этой переделке с 1803 года играл Гамлета и Ф.-Ж. Тальма.
Близкий к подлиннику перевод был выполнен Александром Дюма-отцом совместно с П. Мерисом только в 1847 году, в том же году он поставлен в «Комеди Франсез». В 1880-х годах (с 1876) Гамлета играл Жан Муне-Сюлли, ему была свойственна архаичная напевно-декламационная манера исполнения, следующая традициям классицизма. Актёра не привлекали трагедийные страсти героя, он в первую очередь демонстрировал благородство манер, хорошо поставленный голос, его герои имели рыцарски благородный облик. Актёра отличали тщательная работа над ролью, совершенство техники исполнения, отточенность и продуманность движений.
С 1899 роль Гамлета исполняла Сара Бернар, игравшая до этого и Офелию. В её исполнении также сохранялись идущие от классицизма декламационные манеры, а также тщательная отработка и заученность, чуждые какой-либо импровизации.
В 1913 году в постановке спектакля театром Антуана в роли Гамлета вновь выступила женщина — Сюзанна Депре, творческую манеру которой отличали простота и естественность. В 1946 году на сцене парижского театра «Мариньи» Гамлета в собственной постановке исполнил Жан-Луи Барро.

## В других странах
Среди исполнителей роли Гамлета в Италии — Сальвини, Томмазо, Эрнесто Росси, Эрмете Новелли, Эрмето Цаккони, Руджеро Руджери, Витторио Гассман.
В Швеции — Геста Экман (старший) и Лео Хансон.
На Украине — Ростислав Колачник (Постановка HamletByMaxSir. Львов. 2018).
В Польше — Ян Валерий Круликовский, Мариан Выжиковский, Даниэль Ольбрыхский.
В Венгрии — Мартон Лендваи.
В Чехии — Й. Й. Колар, Эдуард Воян, Эдуард Когоут, Зденек Штепанек, Милош Недбал.
В Греции — Алексис Минотис.

## На русской сцене

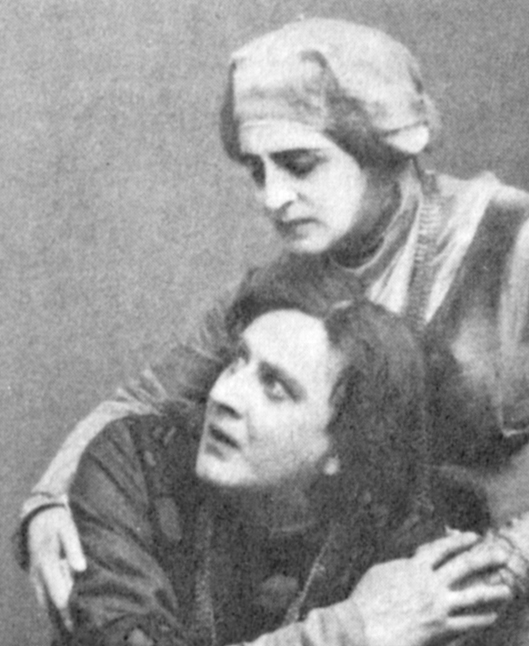
Качалов и Книпер в спектакле МХТ. 1911

Первая постановка Гамлета в дореволюционной России состоялась в 1750 году в переводе А. П. Сумарокова, актёрами выступали воспитанники сухопутного шляхетского корпуса. В 1757 году роль Гамлета исполнил актёр Волковского театра И. А. Дмитревский, актёр классицистской манеры исполнения. В 1810 году Гамлет был поставлен в Петербурге по выполненному С. И. Висковатовым переводу французской переделки Дюси. Роль Гамлета исполнил А. С. Яковлев. Творческая манера этого актёра кардинально отличалась от классицистской манеры Дмитриевского. Он стремился к выражению живых человеческих чувств и страстей.
Заметным событием в истории русского театра стала постановка Гамлета в Московском Малом театре в переводе Н. А. Полевого поставленная 22 января 1837 года в бенефис исполнителя главной роли Павла Мочалова. Собственно с этого исполнения начинается настоящая российская традиция исполнения. Трактовка роли Мочаловым было одобрительно встречено той частью русского общества, которая традиционно рассматривается как демократическая. Исполнение было полностью одобрено В. Г. Белинским. По его словам он придал образу «…гораздо более силы и энергии, нежели сколько может быть у человека, находящегося в борьбе с самим собою и подавленного тяжестию невыносимого для него бедствия, и дал ему грусти и меланхолии гораздо менее, нежели сколько должен её иметь шекспировский Гамлет». Исполнение Мочалова было отрицательно встречено консервативной критикой.
Среди исполнителей роли Гамлета в последующих постановках Малого театра — Л. Л. Леонидов, А. П. Ленский, И. В. Самарин, Н. Е. Вильде, А. И. Южин.
В том же году этот спектакль поставлен и в Петербурге в Александринском театре с Василием Каратыгиным в главной роли. В. Г. Белинский писал о этой постановке, что для актёра эта роль — большой личный прогресс, но ни о каком сравнении с Мочаловым и речи быть не может. Каратыгин игнорировал психологическую многогранность шекспировских героев, в Гамлете он сосредоточился на теме борьбы датского принца за престол.
В Александринском театре роль Гамлета в дальнейшем исполняли: А. М. Максимов (1-й) наследовал Каратыгину, В. В. Самойлов, В. П. Далматов, М. В. Дальский, М. Е. Дарский, Р. Б. Аполлонский, Н. Н. Ходотов, Б. С. Глаголин.
Из последующих дореволюционных постановок можно отметить постановку «Пушкинского театра» (Театр у памятника А. С. Пушкина, антреприза Бренко) в Москва в 1882 году. Плаксиво-страдательная интерпретация образа Гамлета М. Т. Ивановым-Козельским получило отрицательную оценку А. П. Чехова.
23 декабря 1911 года Гамлет был поставлен в МХТ в переводе А. И. Кронеберга английским постановщиком и художником Э. Крэгом, режиссёрами К. С. Станиславский и Л. А. Сулержицким. Роль Гамлета исполнил В. И. Качалов. Постановщик Г. Крэг ставил спектакль в соответствии с идеями символизма. Однако Качалов вопреки замыслам постановщика играл Гамлета в реалистической манере, создавая образ мыслителя, трагического в своей безнадёжной попытке изменить мир к лучшему.
Одна из наиболее значительных постановок Гамлета в советском периоде была осуществлена в 1924 году во втором МХАТ в 1924 году режиссёрами В. С. Смышляевым, Татариновым и А. И. Чебаном, в роли Гамлета выступил Михаил Александрович Чехов, который в этот момент возглавлял театр.
В Ярославском театре имени Ф. Волкова режиссёр Бертельс поставил Гамлета в 1927 году, главную роль исполнял М. Л. Курский;
В Ленинграде в 1938 году Сергей Эрнестович Радлов поставил спектакль в в своём театре, главную роль исполняли Дудников и Б. Смирнов
В Воронежском театре «Гамлета» в 1941 году поставил режиссёр В. М. Бебутов, роль Гамлета исполнил А. В. Поляков.
В Ленинградском театре драмы им. Пушкина спектакль в 1954 поставил режиссёр Козинцев. Роль Гамлета исполнял Б. А. Фрейндлих. Через 10 лет этот режиссёр поставит фильм «Гамлет» с И. Смоктуновским в главной роли.
В Московском театре им. Маяковского режиссёр Н. П. Охлопков поставил спектакль в 1954 году роль Гамлета исполнял Е. В. Самойлов, позднее М. М. Козаков, а за ним Э. Е. Марцевич.

## На грузинской сцене
Для становления грузинского национального театра важную роль сыграла постановка «Гамлета» в 1925 году в Театре им. Руставели, осуществлённая Котэ Марджанишвили, в роли Гамлета в ней выступил Ушанги Чхеидзе.
В «Театральном подвале», 1998 г. режиссер Автандил Варсимашвили. В роли Гамлета Гоча Капанадзе
В театре им. Шота Руставели 2001 г. режиссер Роберт Стуруа. В роли Гамлета Заза Папуашвили

## На армянской сцене
Впервые на армянском языке Гамлета исполнил П. Адамян в 1880 году, в России. Этот актёр подошёл к работе над ролью очень основательно. Он написал специальное исследование «Шекспир и критика его трагедии „Гамлет“» (1887), в которой разобрал трактовки этой роли величайшими писателями и артистами мира и обосновал своё понимание шекспировского образа. Кроме того им была написана картина «Гамлет». Критика писала о большой страстности и энергии, вложенной исполнителем в этот образ.
На армянском языке звучало и женское исполнение роли. Это был моноспектакль Жасмен Геворкян, поставленный Арамом Григоряном.

## В театре
- Пол Скофилд
- Жан-Луи Трентиньян
- Кристофер Пламмер
- Ричард Бёртон
- Бен Кингсли
- Ростислав Колачник
- Кевин Клайн
- Рэйф Файнс
- Хакуэ Танака
- Тоби Стивенс
- Киану Ривз
- Дэвид Теннант
- Джуд Лоу
- Лоренс Оливье
- Рори Киннир
- Бенедикт Кэмбербэтч
- Эндрю Скотт

### На русской сцене
- Авилов, Виктор Васильевич — 1984 г., СССР, Москва, Театр-студия на Юго-Западе, режиссёр Валерий Белякович.
- Адельгейм, Роберт Львович — Российская империя
- Арди, Николай Иванович — Российская империя
- Александр Баргман
- Васильев, Павел Васильевич — Российская империя
- Высоцкий, Владимир Семёнович — 1971 г., СССР, Москва, театр на Таганке, режиссёр Юрий Любимов.
- Гайдебуров, Павел Павлович — 1908, Российская империя, Петербург, Передвижной театр под руководством Гайдебурова и Скарской, (режиссёр Таиров, худ. Тир, композитор Кудрявцев); ; спектакль возобновлялся в 1910, 1919, 1922.
- Анатолий Горюнов
- Карамазов — Российская империя
- Каспаров, Александр Александрович — 2008, Саратовский академический театр драмы имени И. А. Слонова
- Олег Леушин
- Милославский, Николай Карлович — Российская империя
- Евгений Миронов
- Молчанов, Павел Степанович — 1946; СССР, Театр им. Я. Коласа, Витебск (реж. Бебутов, худ. Бебутова)
- Орленев, Павел Николаевич — Российская империя
- Папазян, Варфоломей Гомерович — Российская империя, Армянский театр
- Певцов, Дмитрий Анатольевич — 1991, СССР, Театр им. Ленинского комсомола. Реж. Глеб Панфилов
- Полтавцев, Корнелий Николаевич — Российская империя
- Константин Райкин
- Владимир Рецептер
- Россов, Николай Петрович — Российская империя
- Рыбаков, Николай Хрисанфович — 1838, Российская империя, Киев (впервые в Киеве)
- Самойлов, Евгений Валерианович — 1954; СССР, Московский театр им. Маяковского (реж. Охлопков, худ. Рындин, муз. оформление — фрагменты из произв. Чайковского и др.)
- Сирануйш — Российская империя, Армянский театр
- Слонов, Иван Артемьевич — ранее 1917, Саратов
- Солоницын, Анатолий Алексеевич — 1977, СССР, Театр им. Ленинского комсомола. Реж. Андрей Тарковский, композитор — Эдуард Артемьев
- Михаил Трухин
- Хидоятов — 1935, СССР, Театр им. Хамзы, Ташкент (режиссёр Уйгур, художник Шлепянов
- Чарский, Владимир Васильевич — Российская империя
- Янковский, Олег Иванович — 1986, СССР, Театр им. Ленинского комсомола. Реж. Глеб Панфилов, худ. Олег Шейнцис, композитор — Алексей Рыбников;

## В кино
- Жорж Мельес в фильме «Гамлет».
- Аста Нильсен в фильме «Гамлет».
- Лоренс Оливье в фильме «Гамлет»
- Иннокентий Смоктуновский в фильме «Гамлет»
- Дерек Джекоби в телевизионном фильме «Гамлет», пр-во BBC, 1980 г.
- Зураб Кипшидзе в телевизионном фильме «Житие Дон Кихота и Санчо»
- Мел Гибсон в фильме «Гамлет»
- Кеннет Брана в фильме «Гамлет»
- Скотт Майкл Кэмпбелл в фильме «Гамлет»
- Итан Хоук в фильме «Гамлет»
- Гела Месхи в фильме «Гамлет. XXI век»
- Иэн Глен в фильме «Розенкранц и Гильденстерн мертвы»
- Дэвид Теннант в фильме «Hamlet (2009)»